# Shunki Takahashi
Shunki Takahashi (高橋 峻希, Takahashi Shunki) est un footballeur japonais né le 4 mai 1990. Il évolue au poste de défenseur.

## Biographie
Shunki Takahashi participe à la Coupe du monde des moins de 17 ans 2007 qui se déroule en Corée du Sud. Il joue trois matchs lors de cette compétition et le Japon est éliminé dès le premier tour.
Shunki Takahashi remporte par ailleurs la Coupe d'Asie des nations des moins de 16 ans 2006 avec le Japon.

## Palmarès
- Vainqueur de la Coupe d'Asie des nations des moins de 16 ans 2006 avec le Japon
- Finaliste de la Coupe de la Ligue japonaise en 2011 avec Urawa